# Hadžipopovac
Hadžipopovac (en serbe cyrillique : Хаџипоповац) est un quartier de Belgrade, la capitale de la Serbie. Il est situé dans la municipalité de Palilula. En 2002, il comptait 6 219 habitants.

## Présentation
Hadžipopovac est situé au centre de la section urbaine de la municipalité de Palilula. Il est bordé par le quartier de Paliula au sud, par la municipalité de Zvezdara (quartier de Slavujev venac et Nouveau cimetière de Belgrade) à l'est, par le quartier de Bogoslovija au nord et par le quartier et la municipalité de Stari grad à l'ouest. Hadžipopovac est délimité par les rues Ruzveltova, Cvijićeva, Čarlija Čaplina et par le Bulevar despota Stefana (le « boulevard du desposte Stefan Lazarević »).

## Profesorska kolonija
Grosso modo, la partie orientale du quartier de Hadžipopovac chevauche le quartier de Profesorska kolonija (en serbe cyrillique : Професорска колонија), la « Colonie des professeurs ». Ce sous-quartier possède des bâtiments plus récents que le reste du quartier de Hadžipopovac. On y trouve notamment la maison de Milutin Milanković, construite en 1927, et le musée commémoratif de Nadežda et Rastko Petrović, construit entre 1928 et 1935, tous deux situés rue Ljubomira Stojanovića et inscrits sur la liste des biens culturels de la ville de Belgrade,. La villa Prendić a été construite en 1932-1933 selon un projet de l'architecte Milan Zloković ; caractéristique du style moderniste, elle est elle aussi classée (identifiant no SK 2236),.
Sur environ 11 ha, l'ensemble architectural et urbain de la Profesorska kolonija a été classé en 2020 sur la liste des entités spatiales historico-culturelles protégées de la république de Serbie (identifiant no PIKC 88),